# Jean de Florette (roman)
Pour les articles homonymes, voir Jean de Florette.
Jean de Florette est le premier tome de L'Eau des collines, diptyque romanesque de Marcel Pagnol publié en 1962. Manon des sources en est la seconde partie. À l'origine, les films Manon des sources et Ugolin ont été réalisés par Pagnol en 1952 ; l'histoire a ainsi été adaptée en roman après cette première version cinématographique.

## Résumé
César Soubeyran, dit « le Papet » et son neveu Ugolin sont deux paysans du village provençal des Bastides et convoitent la propriété d'un voisin, Pique-Bouffigue, qui possède une source et la terre la plus fertile du village. Le Papet propose à Pique-Bouffigue l'achat de sa propriété, mais ce dernier refuse. Survient alors une dispute, le Papet saisit les jambes de Pique-Bouffigue qui est perché sur une branche d'arbre. Il chute et meurt peu de temps après.  
Un couple et leur fille héritent de ces terres. Afin de dévaluer la propriété, le Papet et Ugolin, en secret, viennent boucher la source et abîment la maison, dans l'espoir que la famille la mette en vente. 
L'héritier est Jean Cadoret, dit « Jean de Florette », du prénom de sa mère, sœur de Pique-Bouffigue. C'est un percepteur venant de la ville qui désire garder la propriété et devenir paysan. Il n'est pas le bienvenu au village: en plus d'être un étranger, il est bossu. Ignorant l'existence d'une source sur ses terres, celle-ci étant bouchée, il doit chaque jour, aller puiser dans une source se trouvant sur sa propriété, mais très éloignée de chez lui. 
Par calcul, Ugolin établit des liens amicaux avec Jean, dont toutes les tentatives pour faire pousser des cultures et élever des lapins échouent.  
Épuisé, mais déterminé à trouver une source salvatrice, Jean utilise des explosifs pour accéder à un point d'eau qu'il pense trouver sous la roche. Il se précipite juste après l'explosion et est frappé mortellement par une retombée d'éclat dans le cou.
César et Ugolin rachètent la propriété à la veuve de Jean et entreprennent la culture des œillets sur leurs nouvelles terres.

## Incipit
« Les Bastides Blanches, c'était une paroisse de cent cinquante habitants, perchée sur la proue de l'un des derniers contreforts du massif de l'Étoile, à deux lieues d'Aubagne… Une route de terre y conduisait par une montée si abrupte que de loin elle paraissait verticale : mais du côté des collines il n'en sortait qu'un chemin muletier d'où partaient quelques sentiers qui menaient au ciel. »

## Adaptation cinématographique
En 1986, Claude Berri réalise Jean de Florette avec Daniel Auteuil (Ugolin), Yves Montand (le Papet) et Gérard Depardieu (Jean Cadoret).